# Cardboard Boxer
Pour plus de détails, voir Fiche technique et Distribution.
Cardboard Boxer est un film américain réalisé par Knate Lee, sorti en 2016.

## Synopsis
Deux adolescents forcent un sans-abri à être filmé en train de se battre contre d'autres hommes.

## Fiche technique
- Titre : Cardboard Boxer
- Réalisation : Knate Lee
- Scénario : Knate Lee
- Musique : Jess Stroup
- Photographie : Peter Holland
- Montage : Jeff Seibenick
- Production : Michael Roiff et Mike Witherill
- Société de production : Night and Day Pictures, MJW Films et MJW Pictures
- Société de distribution : Well Go USA Entertainment (États-Unis)
- Pays :  États-Unis
- Genre : Drame
- Durée : 88 minutes
- Date de sortie : 
  - États-Unis : 16 septembre 2016

## Distribution
- Thomas Haden Church : Willie
- Terrence Howard : Pope
- Boyd Holbrook : Pinky
- Rhys Wakefield : J. J.
- Macy Gray : Cheftaine
- William Stanford Davis : Jazzy
- Zach Villa : Tyler
- Adam Clark : Skillet
- Conrad Roberts (en) : Methusalah
- Patrick Davis Alarcón : Evan
- James Logan : Mullet

## Accueil
Le film a reçu un accueil mitigé de la critique. Il obtient un score moyen de 41 % sur Metacritic.